# Estación Río Salado (Santa Fe)
Río Salado era una estación de ferrocarril ubicada en las áreas rurales del departamento La Capital, provincia de Santa Fe, Argentina
Se encontraba en cercanías a la margen izquierda del río Salado.
La estación fue habilitada en 1881 por el Ferrocarril Provincial de Santa Fe.

## Servicios
Era una de las estaciones intermedias del Ramal F13 del Ferrocarril General Belgrano.